# عبد الغفار حامد الهلال
عبد الغفار حامد الهلال هو دكتور وكاتب مصري وأحد أعلام اللغة العربية في مصر وفي العالم العربي، ولد في يوم الثلاثاء 29 جمادى الآخرة 1355 هـ الموافق 15 سبتمبر 1936 م في قرية برما بمركز طنطا في محافظة الغربية، وتوفي في يوم الجمعة 8 رمضان 1441 هـ الموافق 1 مايو 2020 م.

## حياته
عبد الغفار حامد الهلال حاصل على الليسانس في اللغة العربية بتقدير جيد جدا مع مرتبة الشرف عام 1964م، وحاصل على درجة الدكتوراه في أصول اللغة مع مرتبة الشرف الأولى من كلية اللغة العربية بجامعة الأزهر عام 1971م. واشتغل بتدریس علوم اللغة العربية من النحو والصرف وفقه اللغة، ومقارنتها باللغات الأخرى بجامعة الأزهر والجامعات العربية والإسلامية. ترقي في وظائف التدريس بالجامعة وشغل منصب أستاذ أصول اللغة في كلية اللغة العربية بجامعة الأزهر بالقاهرة منذ سنة 1982م.
شغل مجوعة عديدة من المناصب الإدارية، منها رئيس قسم أصول اللغة بكلية اللغة العربية بالقاهرة عام 1976م، ورئيس قسم أصول اللغة بكلية اللغة العربية بالمنوفية عام 1985م، ورئيس قسم أصول اللغة بكلية الدراسات الإسلامية والعربية للبنات بالقاهرة عام 1985م، وعميد كلية الدراسات الإسلامية والعربية للبنين بمدينة السادات في أكتوبر عام 1996م، وعميد كلية اللغة العربية بالقاهرة من عام 1999م حتى عام2001م. بالإضافة أنه قام بالإشراف على العديد من رسائل الماجستير، كما كان مشرفا على اللجنة العلمية الدائمة لترقية الأساتذة والأساتذة المساعدين ومقرر لها، وعضو لجنة التعريف بالإسلام بالمجلس الأعلى للشؤون الإسلامية، ولجنة الدراسات الفقهية المقارنة، كذلك كان عضوا برابطة الأدب الإسلامي العالمية، وعضوا برابطة الأدب الحديث، وعضوا بشعبة الآداب بالمجالس القومية المتخصصة.
قدم مجموعة من الحلقات لبرنامج أضواء على السنة الشريفة الذي يذاع يوميا في إذاعة القرآن الكريم، ويقوم منذ سنوات عديدة بفحص الكتب والبحوث التي تتصل بالإسلام، فيما يوكله له مجمع البحوث الإسلامية، وله في ذلك تقارير عديدة.
توفي الدكتور عبد الغفار حامد عن عمر يناهز الأربعة والثمانين عاما.

## مؤلفاته
- «العربية؛ خصائصها وسماتها» صدر بتاريخ الأول من يناير عام 1995م، عن مكتبة وهبة للطباعة والنشر، الطبعة الرابعة، صدر باللغة العربية في 551 صفحة.[6][7]

- «إكمال تفسير زهرة التفاسير» بالمشاركة مع الشيخ احمد أبو زهرة، عن دار الفكر العربي، في 5482 صفحة.[1][8]

- «الصوتيات اللغوية؛ دراسة تطبيقية علي أصوات اللغة العربية» عن دار الكتاب الحديث، صدر بتاريخ الأول من يناير عام 2018م، باللغة العربية في 580 صفحة، ردمك 9773502082.[9][10]

- «اللهجات العربية؛ نشأة وتطورا» عن دار الفكر العربي، صدر في الأول من يناير عام 2011م، باللغة العربية في 607 صفحة.[11]

- «أصل العرب ولغتهم: بين الحقائق والأباطيل» عن دار الفكر العربي، نشر بتاريخ الثلاثين من ديسمبر عام 1998م، باللغة العربية في 183 صفحة، الترقيم الدولي  9771008122.[12][13]

- «نهج البردة البرأة» عن دار الفكر العربي، صدر بتاريخ الأول من يناير عام 2006م، باللغة العربية في 96 صفحة.[14]

- «اللسانيات وعلم اللغة الحديث؛ تطبيق على تجويد القرآن الكريم» عن دار الكتاب الحديث، نشر بتاريخ الأول من يناير عام 2010م، في 431 صفحة.[15]

- «عبقري اللغويين؛ أبو الفتح عثمان ابن جني 321هـ-392هـ» صدر باللغة العربية بتاريخ الأول من يناير عام 2005م، نشر في مجلدين.[16]

- «علم اللغة في الدراسات العربية والغربية؛ قديماً وحديثاً» عن دار الفكر العربي، صدرت بتاريخ الواحد والثلاثين من أكتوبرعام 2013م، باللغة العربية في 504 صفحة، ردمك 9789771028512.[17]

- «أسعد خلق الله؛ محمد خاتم النبيين عليه الصلاة والسلام» عن دارالكتاب الحديث، صدر بتاريخ الأول من يناير عام 2018م، باللغة العربية في 176 صفحة.[18]

- «من روائع الشعر الصوفي» عن دار الصحوة، نشر بتاريخ الثامن عشر من شتنبر عام 2011م.[19]

- «تجويد القرآن الكريم من منظور علم الأصوات الحديث» عن مكتبة الآداب للطباعة والنشر والتوزيع، صدرت بتاريخ 11 سبتمبر عام 2007م، في 336 صفحة.[20]

- "الواضح في اللغة العربية وآدابها "منهج حديث في العرض والتحليل" عن دارالكتاب الحديث، صدر بتاريخ الأول من يناير عام 2018م، نشر باللغة العربية في 375 صفحة.[21]

## جوائزه
نال عبد الغفار حامد الهلال  العديد من الجوائز والتكريمات أبرزها وسام العلوم والفنون من الطبقة الأولى من رئاسة الجمهورية في 2015.